# Doxa
A doxa görög szó, amely olyan véleményt jelöl, amely lehet, hogy részben igaz, de (igazságát) teljesen nem lehet megmagyarázni. A doxazma ennek minősített változata, a téveszme.
A paradoxon önellentmondást, érthetetlen dolgot vagy helyzetet jelent.
A dogma szó (a görög dokeinből) jelentése az ókori klasszikusok írásaiban hasonló: olyan vélemény, amely valaki számára igaznak tűnik (mint a doxa), más összefüggésben filozófiai doktrinát vagy tanítást jelent, különösen a filozófusok egy konkrét iskolájának a filozófiai véleményét vagy elvét (lásd Cic. Ac., ii, 9 ).